# 15 mil dibujos
15 mil dibujos es una película de animación considerada el primer largometraje animado hecho en Chile.

## Trama
La película muestra la historia del cóndor Copuchita (proviene de la palabra chilena copucha) y de sus amigos, entre ellos el puma Manihuel, el gallo Ño Benhaiga y una humana llamada Clarita.

## Producción
En la actualidad se desconocen la trama y la duración de esta cinta de 35 milímetros pero se conocen aspectos interesantes de la película: en 1941, dos años después de iniciar la producción de la película, los desarrolladores fueron visitados por Walt Disney a quien le sorprendió el precario, pero a la vez eficiente sistema que usaban (cabe destacar que Chile no tenía los mismos recursos que Estados Unidos y la mayoría del equipo se hizo artesanalmente y fue diseñado por Rodolfo Trupp, tío de Carlos) según se dice Disney les dio ideas y sugerencias para la película y al ver la dedicación y el esfuerzo de los desarrolladores que los invitó a trabajar para él, pero no se cree que se halla llevado a cabo esa invitación porque en 1942 Estados Unidos se encontró en plena II Guerra Mundial y Disney realizó múltiples propagandas al respecto y nadie cree que algún chileno haya tenido que ver.
Irónicamente al momento del estreno de esta película no hubo ningún éxito porque para ese momento existían películas de animación superiores (como la primera versión de Blancanieves de 1937 y Fantasía en 1940).
Siete años después de la película se creó el personaje de historietas Condorito que al igual que Copuchita es un cóndor que representa al roto chileno.
En 1962 durante la producción de la película Condorito en el Circo (que jamás llegó a estrenarse) salió en la revista Ecran que Copuchita podría ser considerado el padre de Condorito.

## Actualidad
Actualmente, la película se encuentra perdida, y solo se mantiene un fragmento de casi dos minutos el cual fue donado por el hijo de Carlos Trupp para su restauración. 
El fragmento correspondía a tres latas con cintas de 35 milímetros, las cuales fueron digitalizadas, restauradas y re-musicalizadas.
Es posible observar más fragmentos de la película en el documental Recordando de Edmundo Urrutia, estrenado en 1960, el cual muestra más partes de la producción, entre ellos algunos dibujos, el proceso de animación y la presencia breve a los Huasos Quincheros.